# 거짓부갑상샘저하증
거짓부갑상샘저하증(영어: Pseudohypoparathyroidism)은 부갑상샘호르몬에 내성을 가지는 것과 주로 연관되는 상태를 의미한다. 이 질환을 가진 환자들은 혈청 칼슘 농도가 낮고 인 농도는 높지만, 부갑상샘호르몬(PTH)의 농도는 저칼슘혈증으로 인해 비정상적으로 높다. 병의 발생 원인은 정상적인 기능을 하지 못하는 G 단백질, 특히 Gs 알파 소단위와 연관되어있다.

## 종류
| 종류 | 설명 | OMIM   | 유전자       |
| ---- | --- | ------ | ------------ |
| 1a형 | 환자는 네 번째와 다섯 번째 손허리뼈가 짧고 둥근 얼굴을 가지는 등의 특징적인 외모를 가진다. (올브라이트 유전성 뼈형성장애) 상염색체 우성으로 유전된다. 갑상샘자극호르몬 내성과도 연관이 되어있다. | 103580 | GNAS1        |
| 1b형 | 1a형과는 달리 외관상의 이상은 나타나지 않으나, 생화학적으로는 유사하다. 메틸화 이상으로 인해서 발생한다.                                                                                         | 603233 | GNAS1, STX16 |
| 2형  | 외관상의 이상은 나타나지 않는다. 2형에서의 유전적 이상은 1형에 비해서 신호전달 체계의 뒤쪽에서 발생하기 때문에, 칼슘 농도 조절에는 이상이 있지만 PTH 자극에 대한 cAMP 반응은 정상으로 나타난다.  | 203330 | ?            |

1형과 2형은 PTH를 외부에서 투여하였을 때 cAMP가 소변으로 배출되는지의 여부를 보고 구별할 수 있다. 일부 문헌에서는 2형을 1c형이라고 표현하기도 한다.

## 연관된 질병
거짓거짓부갑상샘저하증은 1a형 거짓부갑상샘저하증 환자에게서 나타나는 외관상의 이상을 가지고 있지만, 생화학적으로는 정상인 상태를 뜻한다.

## 제시과 감별
환자는 저칼슘혈증을 보일 수 있고, 이와 동시에 손발연축, 경련, 테타니를 보일 수 있다. 또한 칼슘 부족이 심할 경우에는 전신발작을 일으킬 수 있다. IQ는 대개 약간 낮거나 이상이 없다. 키가 작거나 비만, 발달지연, 뇌의 백색질 깊은 곳에 있는 바닥핵의 석회화가 나타날 수 있다.
1a형 거짓거짓부갑상샘저하증은 임상적으로 네 번째, 다섯 번째 주먹결절의 무뎌짐을 동반하는 뼈흡수로 나타나는 경우가 많고, 이는 손을 접은 상태에서 손등을 보았을 때 가장 뚜렷하게 나타난다. 터너 증후군에서는 네 번째 주먹결절만이 무뎌지고, 다운 증후군은 중간마디뼈의 형성부전과 관련이 있다.

## 생화학적 소견
- 저칼슘혈증
- 고인산혈증
- 부갑상샘호르몬 농도의 상승 (부갑상샘기능항진증)

## 같이 보기
- 부갑상샘기능저하증
- 거짓거짓부갑상샘기능저하증
- 부갑상샘기능항진증
- 구루병
- 비타민D 과잉증